# Martelange
Pour l’article homonyme, voir Haut-Martelange.
Martelange (luxembourgeois: Marteleng/Mârtelengen/Maartel, allemand: Martelingen, wallon: Måtlindje) est une commune francophone de Belgique située en Région wallonne dans le Pays d'Arlon et dans la province de Luxembourg, ainsi qu’une localité où siège son administration.
De 1830 à 1947, Martelange fut un des hauts lieux de l'industrie de l'ardoise qui a aujourd'hui totalement disparu.
Le village est connu pour la route nationale 4 qui le traverse et fait office de frontière avec le Luxembourg. Le long de celle-ci, côté luxembourgeois, se trouvent bon nombre de stations-service qui sont la caractéristique de l'endroit, bien qu'elles se trouvent donc sur le territoire de Rombach-Martelange, le village luxembourgeois avec lequel elle forme un continuum bâti depuis la scission du Luxembourg par le traité des XXIV articles (19 avril 1839) qui coupa le Grand-duché de Luxembourg et le village en deux entités distinctes.
Le village est le théâtre, en août 1967, de la catastrophe de Martelange qui fait 22 morts et 47 blessés.

## Toponymie
- Martilinges (817), Martelenges (1330), Martelenge (1373 et 1602).

## Géographie
La commune fait partie du Pays d'Arlon. Elle fait également partie de l’Ardenne, contrairement à la majeure partie du Pays d’Arlon.
La commune et le village sont traversés par la Sûre, un affluent de la Moselle, ainsi que par la route nationale 4 joignant le Sud du pays à la capitale.

### Localités
La commune ne compte pas de section, hormis Martelange qui est aussi le centre administratif de la commune du même nom. Néanmoins, les villages de Grumelange et Radelange ainsi que les hameaux de La Folie, Neuperlé et La Roche Percée font partie de la commune.

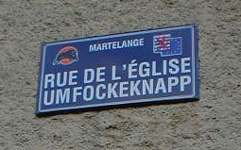
Plaque de rue bilingue (français/luxembourgeois).
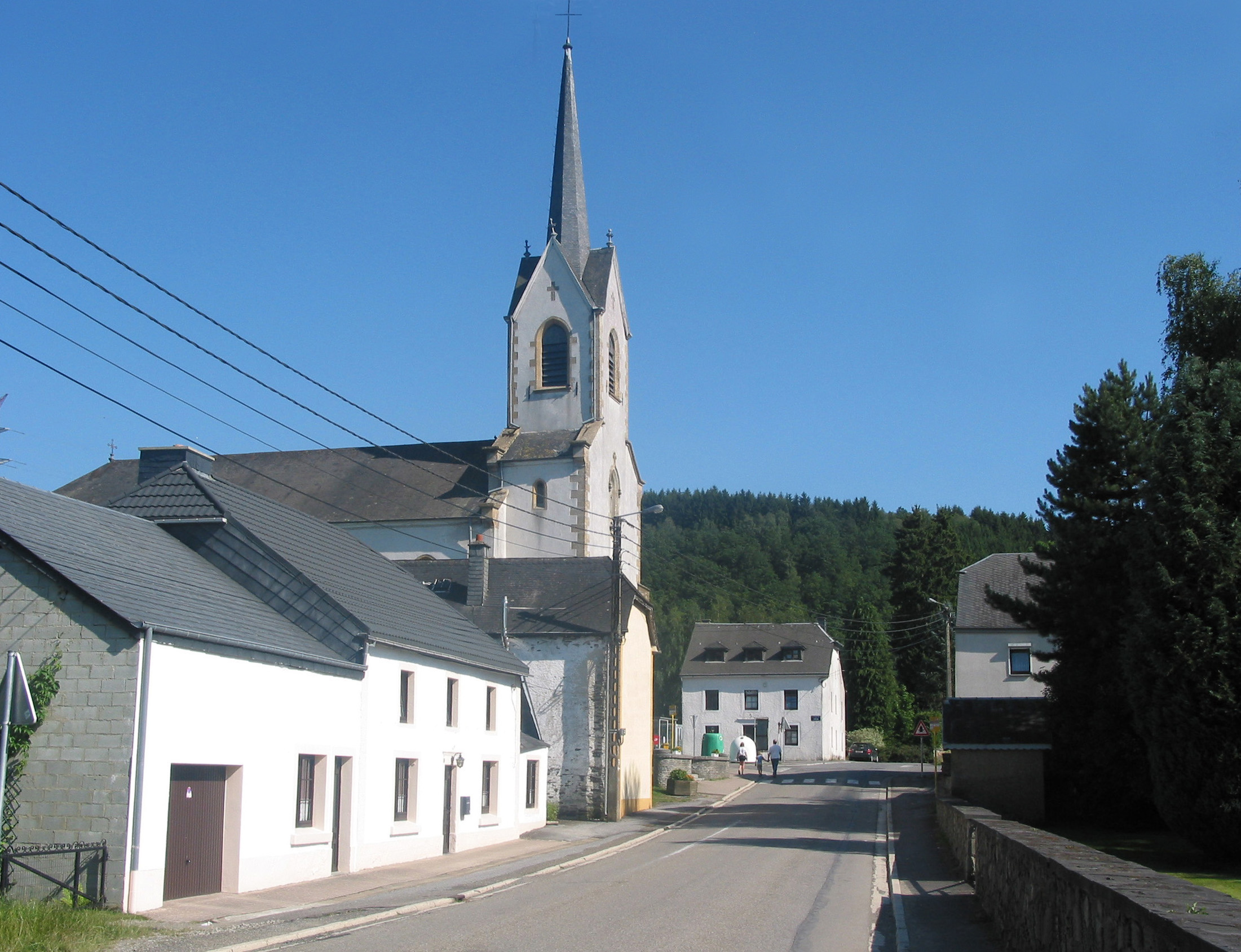
Le village de Radelange.
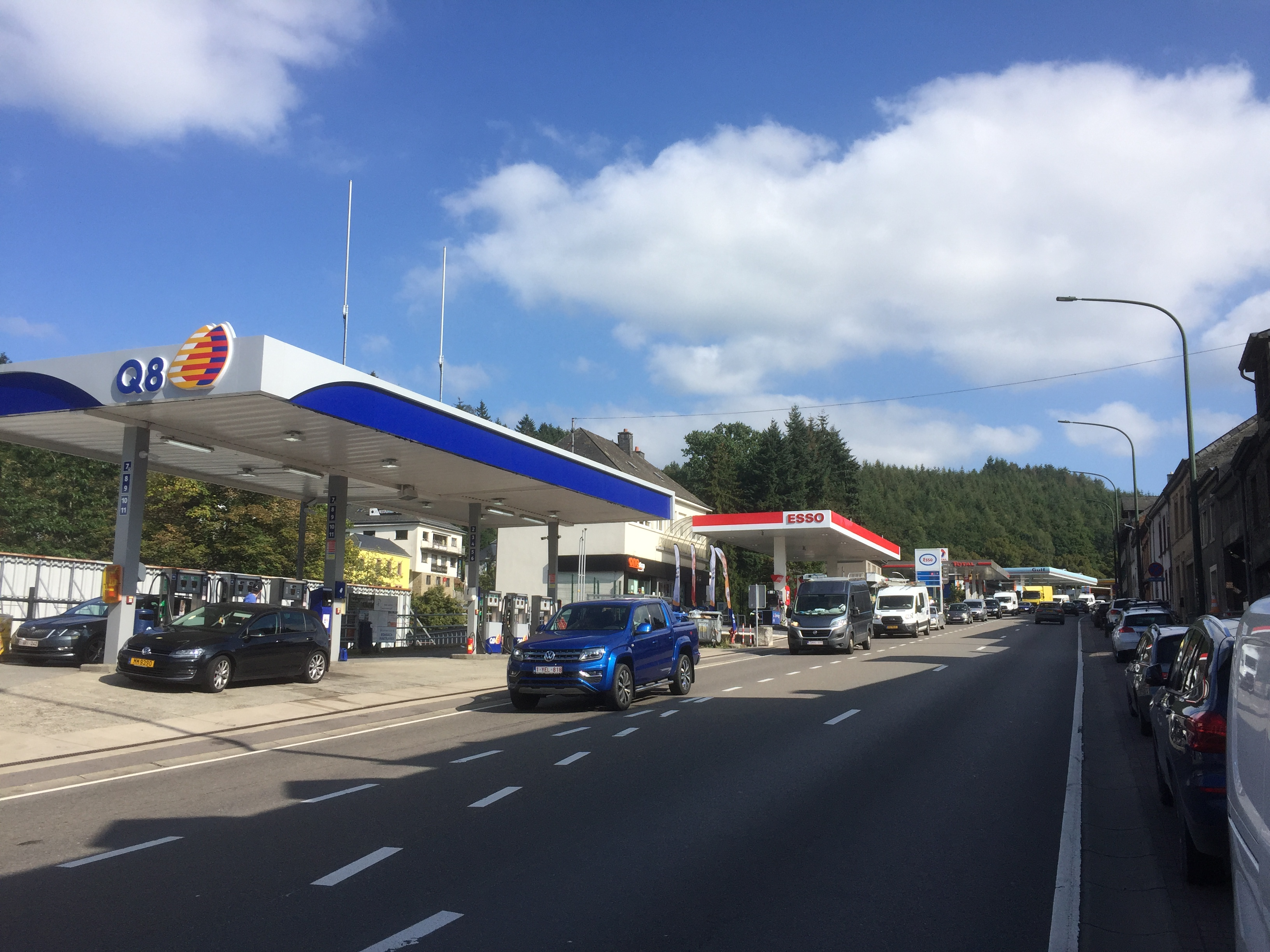
Stations-service le long de la N4, sur la route d'Arlon.
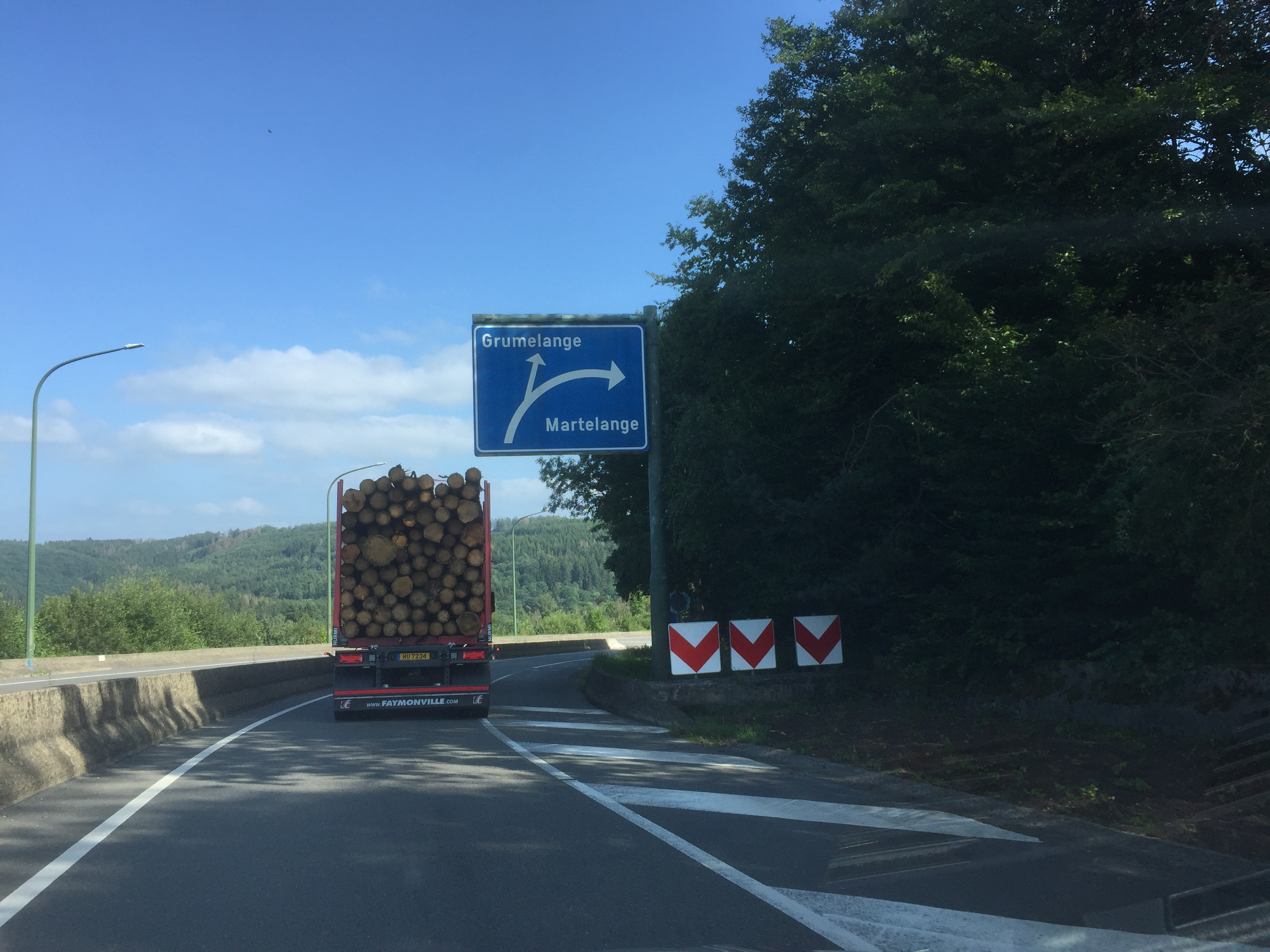
La sinueuse descente nord de la nationale 4 avec ses deux voies de détresse installées après la catastrophe de Martelange de 1967.

### Communes limitrophes
La commune est délimitée à l’est par la frontière luxembourgeoise qui la sépare du canton de Redange.
|         | Fauvillers |                 |
| Léglise | Martelange | Rambrouch (GDL) |
| Habay   |            | Attert          |

## Démographie
- Source: DGS , de 1831 à 1981=recensements population; à partir de 1990 = nombre d'habitants chaque 1 janvier[4]

## Histoire

### Origines
On trouve déjà l'évocation de Martelange entre 817 et 825 lorsque l´évêque de Liège confirmait à l´abbaye de Saint-Hubert ses possessions sur la région. En 858, le roi Charles le Chauve confirmait des biens d´ici à l´évêque de Soissons.
Le schiste de la région commence à être exploité vers 1750 et les premières mines souterraines sont ouvertes à Haut-Martelange. De là se sont développées plusieurs entreprises de l'industrie de l'ardoise.

### Scission du village et du Luxembourg
Le 19 avril 1839, le traité des XXIV articles coupe Martelange en deux parties: l'une revenant à la Belgique, l'autre rendue au Luxembourg et devenant Rombach-Martelange. En effet, il n'existait initialement qu'un seul village nommé Martelange au sein du Grand-duché de Luxembourg, qui appartenait à titre privé à Guillaume d'Orange-Nassau depuis l'acte final du congrès de Vienne de 1815. Mais, lorsque celui-ci fut annexé à la Belgique après l'indépendance de cette dernière du Royaume uni des Pays-Bas, des débats eurent lieu autour de la « question du Luxembourg » quant à savoir si le Grand-duché devait demeurer belge ou être rendu à Guillaume 1er, qui était alors à la fois roi des Pays-Bas et grand-duc de Luxembourg. La décision fut prise de scinder le territoire en deux et la frontière entre la Belgique et le Luxembourg fut tracée, entre autres, le long de la route reliant Arlon à Bastogne (l'actuelle route nationale 4), qui traversait déjà le village. Initialement, dans le premier traité du 15 novembre 1831, Martelange devait demeurer luxembourgeoise mais, sous l’insistance de Constant d'Hoffschmidt, député à la Chambre des Représentants de Belgique, le village fut scindé en deux : les bâtiments du côté ouest de la route formèrent alors la nouvelle entité de Martelange, qui devint belge (à l'instar du Pays d'Arlon), tandis que les bâtiments du côté est de la nouvelle frontière formèrent le village luxembourgeois de Rombach-Martelange qui fut rattaché à la commune de Perlé, puis de Rambrouch en 1979.

### Guerres mondiales
Le 10 mai 1940 (pendant la Seconde Guerre mondiale) débute la campagne des 18 jours, qui voit notamment les Allemands envahir le Grand Duché de Luxembourg et la Belgique. Leurs troupes de la 1re Panzerdivision, qui viennent de traverser le Luxembourg tôt dans la matinée, franchissent la frontière à Martelange à 7 h 45, où se trouve la 4e compagnie du IIe bataillon du 1er régiment de Chasseurs ardennais, qui vient de détruire les ponts sur la Sûre. Ce peu de défense force les avant-gardes allemandes à attendre des renforts, qui débordent alors les positions belges. Leurs occupants, dont la mission était de réaliser les destructions pour gêner l'avancée allemande, se replient alors, laissant plusieurs prisonniers ainsi que quatre tués.
Un monument a été érigé pour commémorer cette action. Il représente l'emblème du régiment, un sanglier en position d'attaque, mais il n'est pas facile à découvrir car il se dresse le long d'un coude de l'ancienne route où l'on ne passe plus guère depuis la modernisation de la nationale 4.

### Période moderne

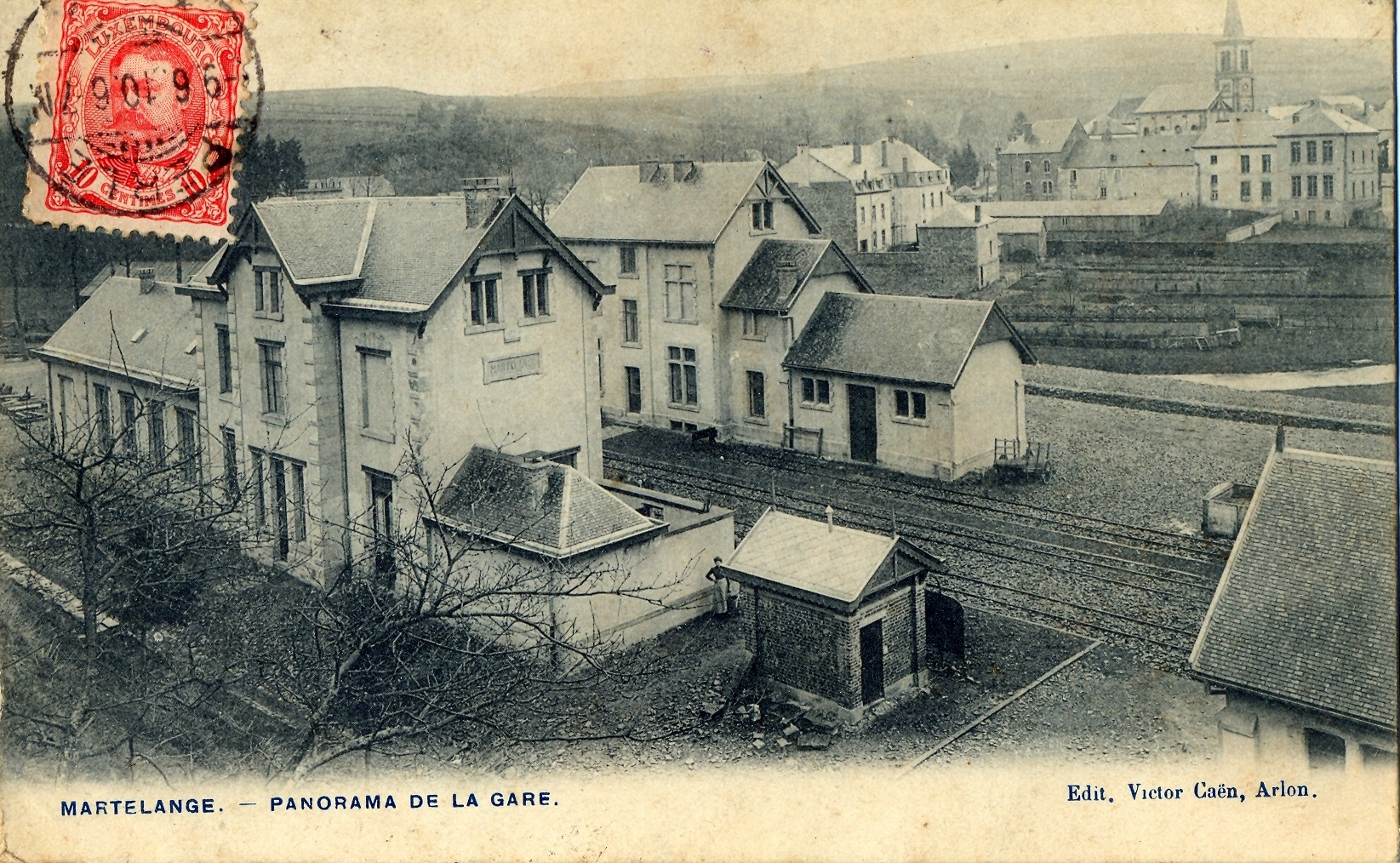
Trois lignes du tramway vicinal (dont une ligne luxembourgeoise) arrivait en gare de Martelange.

Au début des années 1950, le tramway vicinal cesse progressivement de desservir Martelange, au profit, le plus souvent, de lignes de bus :
- La ligne de tramway 517 Arlon - Martelange est fermée le 28 avril 1952
- La Ligne de Noerdange à Martelange (la reliant au Luxembourg) est fermée le 16 février 1953
- La ligne de tramway 516B Bastogne - Martelange est fermée le 6 septembre 1954.

Dans les années 1960 l'industrie de l'ardoise au Luxembourg et dans la région frontalière s’essouffle et la dernière entreprise du secteur, les « ardoisières de Haut-Martelange » cesse son activité en 1986 et la dernière carrière souterraine est fermée sur territoire luxembourgeois.

#### La catastrophe d'aout 1967

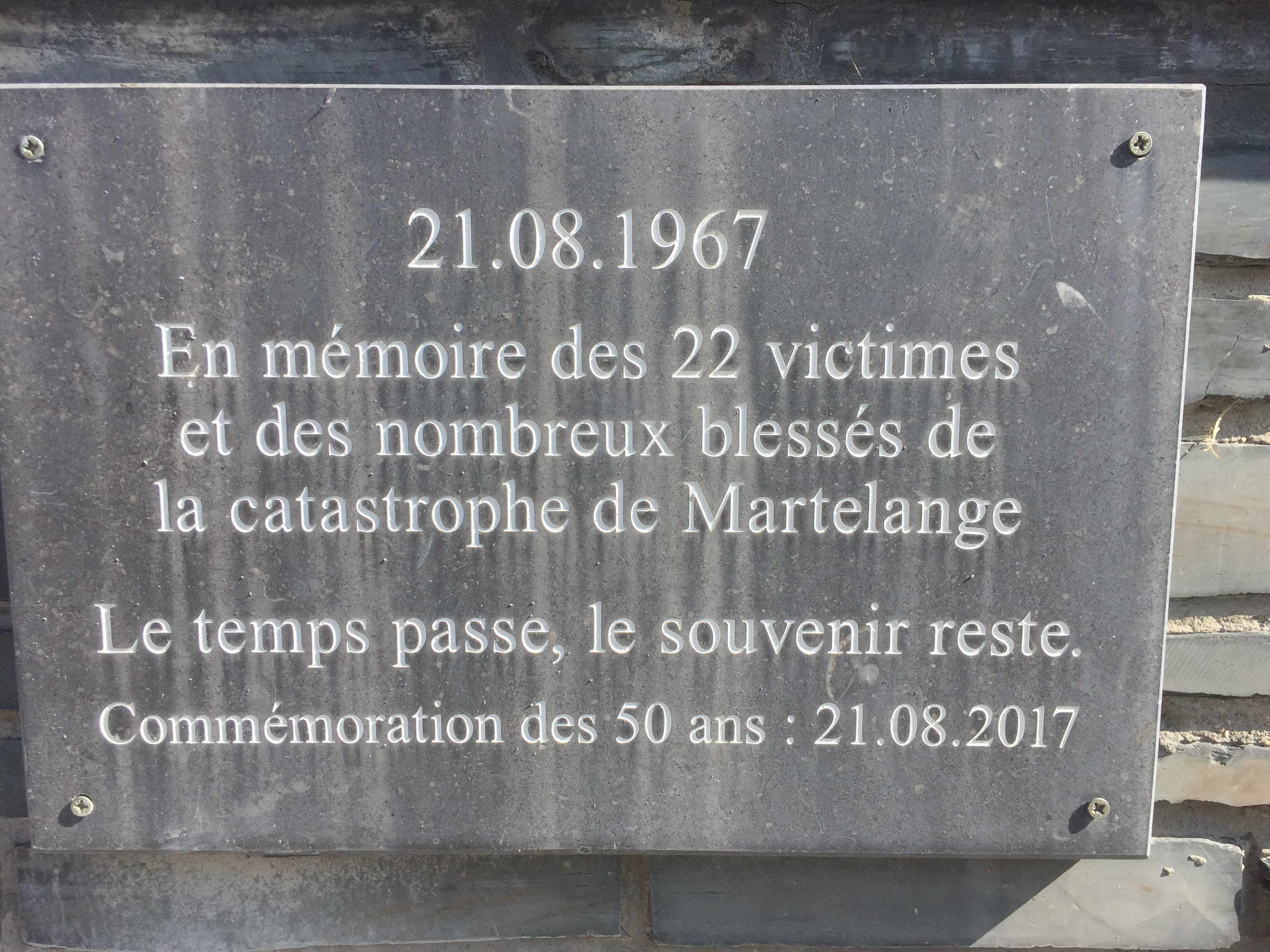
La plaque commémorative de la catastrophe de Martelange du 21 août 1967, à l'endroit de l’accident : sur le pont enjambant la Sûre.

Le 21 août 1967, Martelange est le théâtre d'une catastrophe qui fit 22 morts et 47 blessés. Un semi-remorque immatriculé en France en provenance des Pays-Bas via Bastogne, rate son virage et verse sur le pont de la Sûre. La cargaison de 47 000 litres de GPL explose et provoque plusieurs incendies ravageant une dizaine de maisons,.

## Politique et administration

### Conseil et collège communal 2024-2030
| Collège communal   |                  |                               |
| ------------------ | ---------------- | ----------------------------- |
| Bourgmestre        | Thierry Kenler   | MR - Union Communale          |
| 1er Échevine       | Cindy Feller     | Les Engagés - Union Communale |
| 2e Échevin         | Adrien Chetter   | Les Engagés - Union Communale |
| 3e Échevin         | Mathieu Triquoit | MR - MICS                     |
| Présidente du CPAS | Annick Waty      | Les Engagés - Union Communale |

### Jumelage
La commune est jumelée avec :
- Bussières (France), commune de Saône-et-Loire (Bourgogne)[13]

### Sécurité et secours
La commune fait partie de la zone de police Arlon/Attert/Habay/Martelange pour les services de police, ainsi que de la zone de secours Luxembourg pour les services de pompiers. Le numéro d'appel unique pour ces services est le 112.

## Économie

### La frontière
La localité est traversée par la nationale 4 reliant Bruxelles à Arlon puis Luxembourg. La route fait office de frontière avec le Luxembourg (Haut-Martelange et Rombach dans la commune de Rambrouch) au niveau de Martelange. Étant donné la différence de fiscalité importante sur l'essence, le tabac et les alcools, le côté oriental de la route, luxembourgeois, accueille de nombreuses stations-service vendant aussi d'autres produits à faible fiscalité luxembourgeoise, une zone sportive en bas de ville avec : football, tennis, espace détente, pêche, théâtre, frites, buvette…
Au Haut-Martelange, il existe une station qui revend sous statut luxembourgeois mais sur sol belge.
Une autre histoire est due à la frontière qui passait au milieu de l'établissement Maison rouge: les personnes se déplaçaient d'un côté à l'autre car l'heure de fermeture du café ou du bistro était différente en Belgique et au Grand-Duché. La frontière a été déplacée le long de la route pour résoudre le problème[Quand ?].
Lors du confinement dû à la pandémie de Coronavirus, les habitants de Martelange n'ont plus le droit de traverser la frontière belgo-luxembourgeoise sans motif impérieux, autrement dit de traverser la route. Les deux centres urbains commerciaux les plus proches, notamment pour faire son plein de carburant, sont alors à plus de 15km, à savoir Arlon au sud et Bastogne au nord.

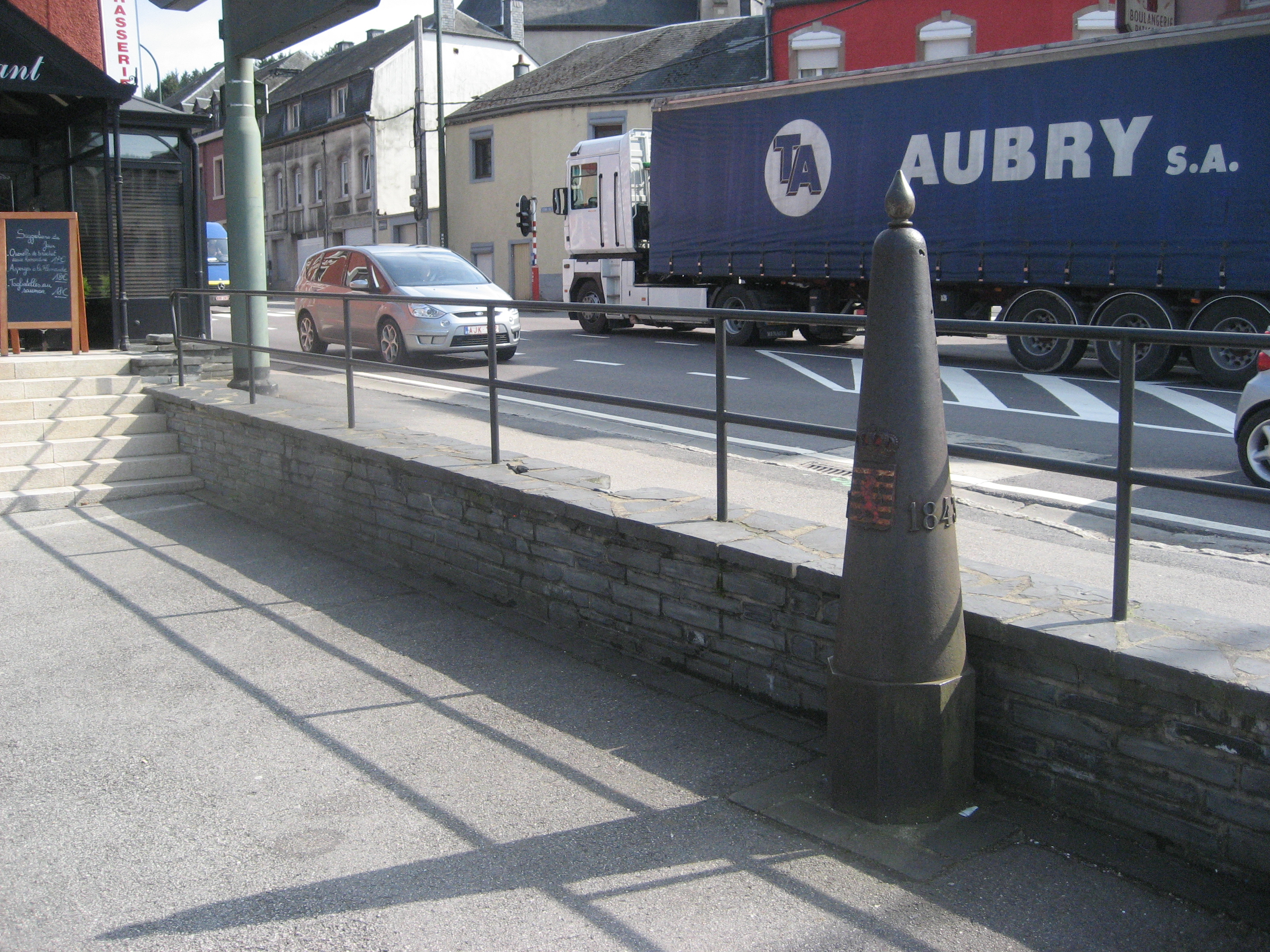
Une vieille borne frontière de 1843
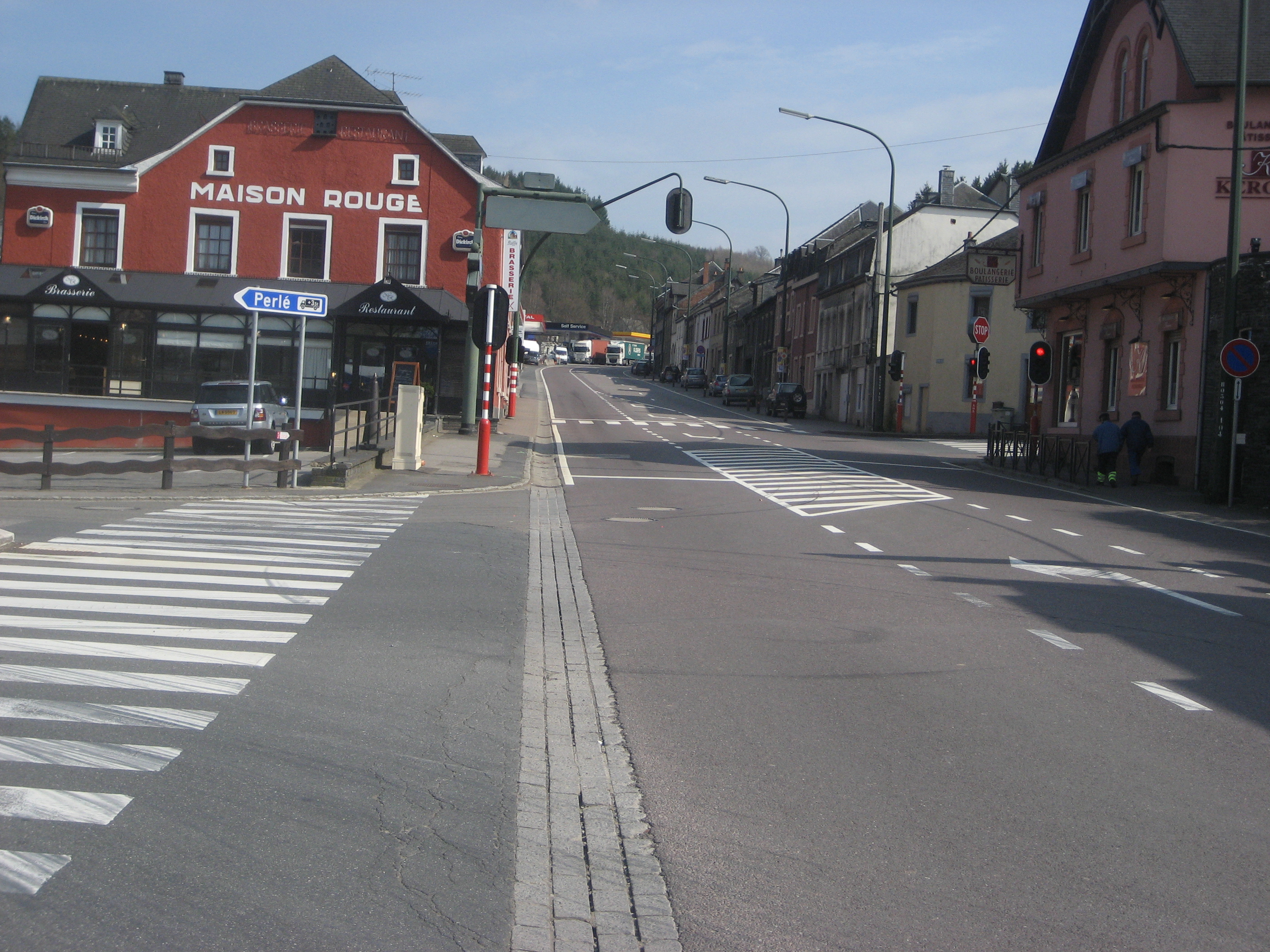
La frontière belgo-luxembourgeoise à la « maison rouge » (Belgique à droite).
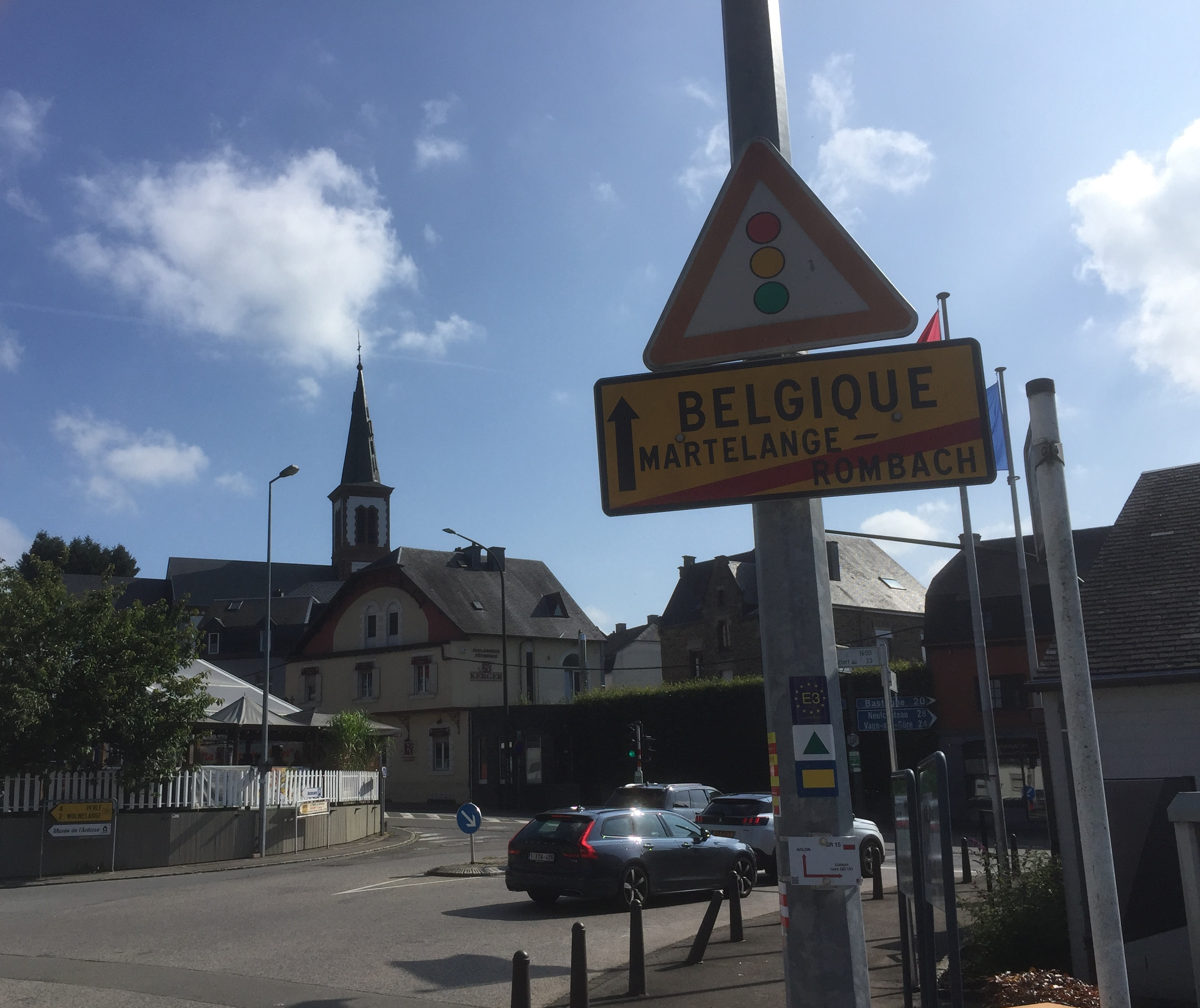
Le panneau frontière luxembourgeois entre Rombach et Martelange.
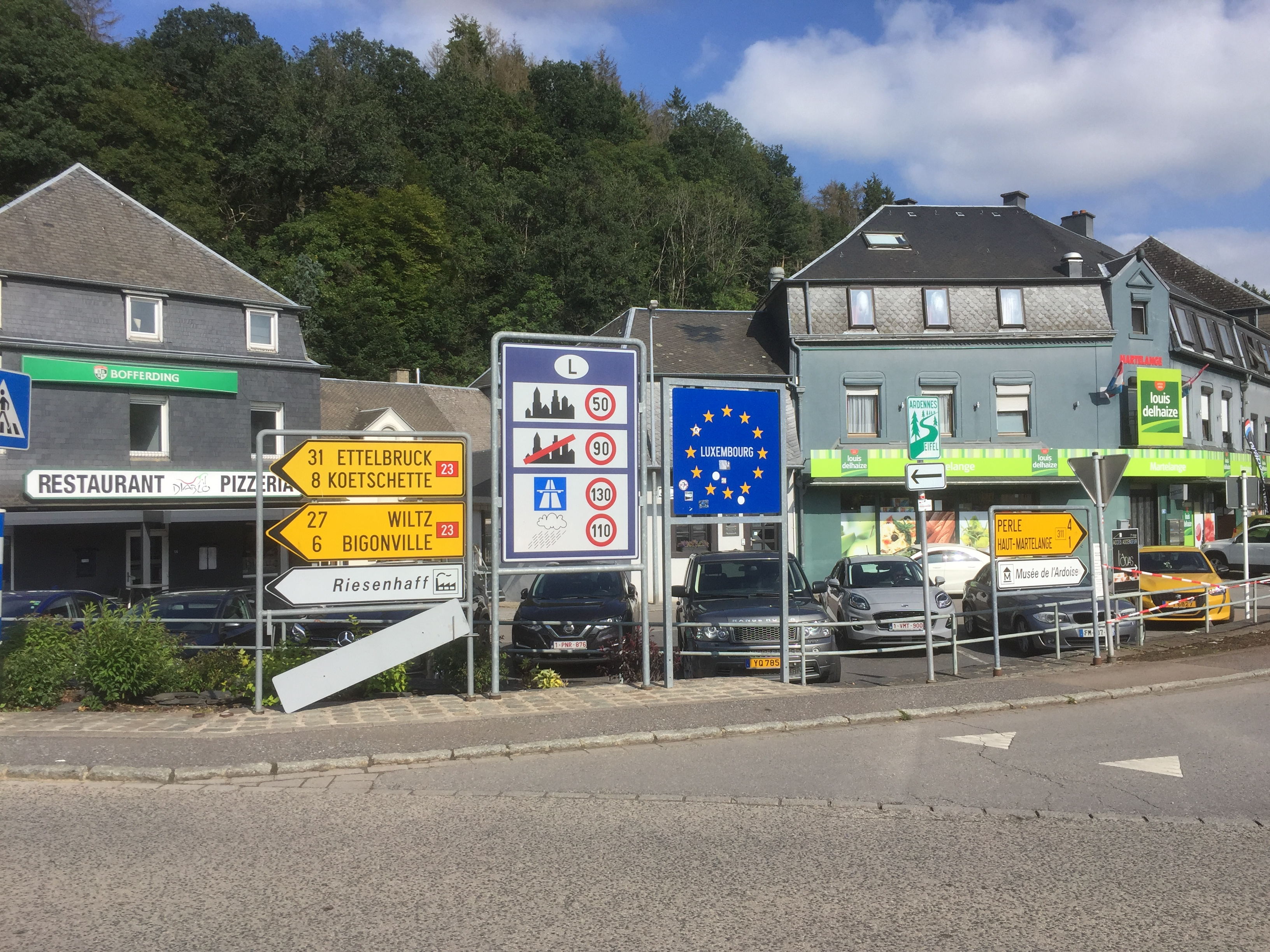
La frontière à l'entrée de Rombach.
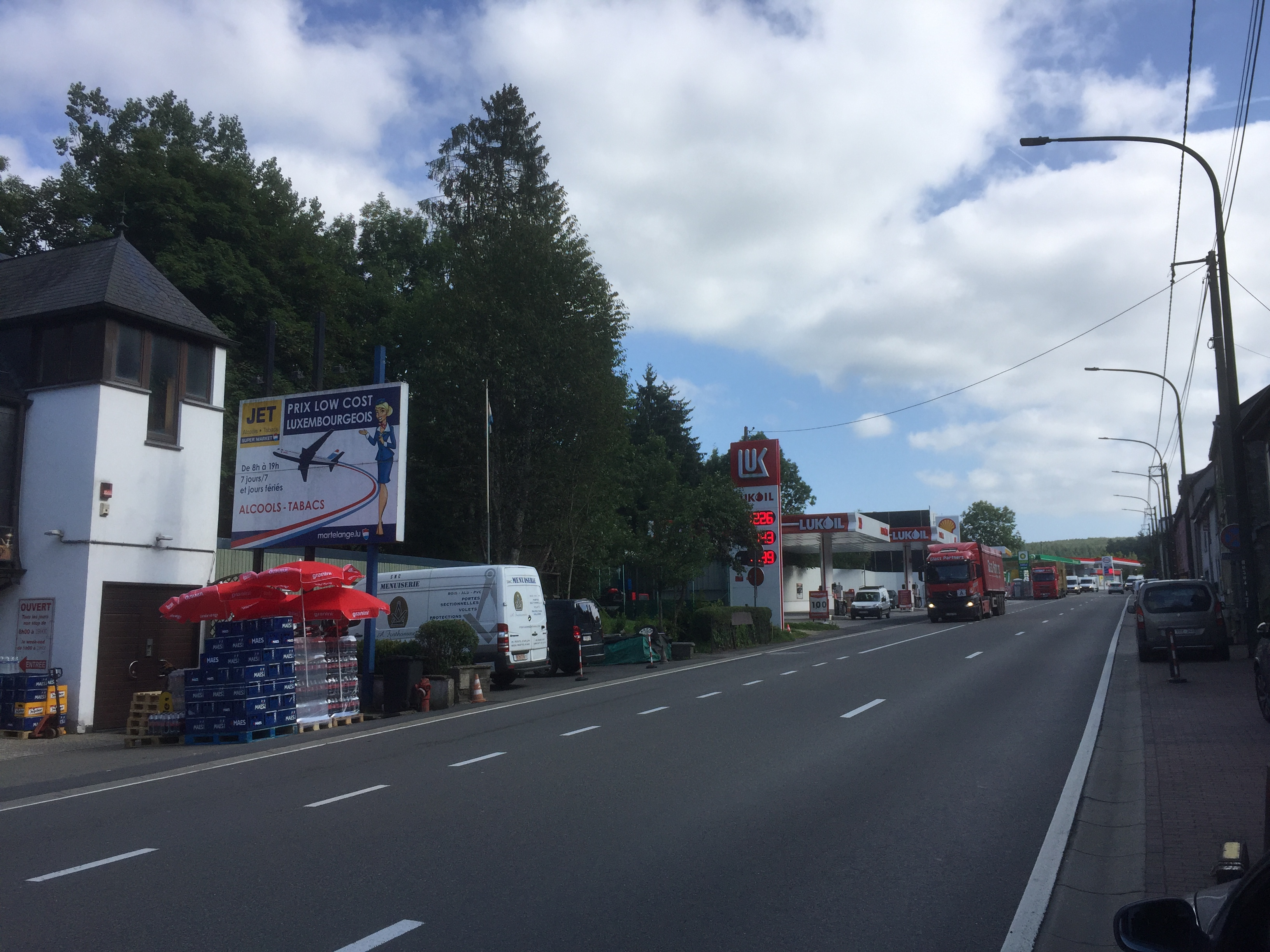
Les nombreuses stations-service jalonnant la route nationale 4, qui fait la frontière.

### Transports en commun
La commune est notamment desservie par la ligne de bus E69 Liège - Bastogne - Arlon.